# Никитин, Валентин Арсентьевич
Валенти́н Арсе́нтьевич Ники́тин (2 марта 1947 — 3 октября 2017, Кобулети) — советский и российский журналист, публицист, радиоведущий, поэт, издатель, литературный редактор, преподаватель.

## Биография
В 1971 году окончил филологический факультет Тбилисского университета, после чего переехал в Москву. Нештатный референт Института информации по общественным наукам (ИНИОН). С 1973 года — старший библиотекарь научной библиотеки МГУ. Литературный консультант издательства «Молодая гвардия», рецензент журнала «Студенческий меридиан». В 1975—1976 годы преподавал русский язык и литературу в Московском энергетическом институте.
С 1976 по 1997 год был сотрудником Издательского отдела Московского Патриархата; с 1985 года — старший научный редактор, с 1991 года — заведующий отделом «Вера и знание». В этот период активно печатался в «Журнале Московской Патриархии» и «Богословских трудах». Участвовал как редактор и как автор в подготовке наиболее крупных монографий по истории Русской Православной Церкви, вышедших к 1000-летию Крещения Руси, в частности, редактировал 12 томов богослужебных «Миней Месячных», с жизнеописаниями русских и вселенских святых.
С 1989 года — член Центрального совета, с 1992 года — вице-президент «Экологического интернационала зеленого креста и зеленого полумесяца».
В 1989—1995 годы был координатором межконфессиональной секции культурно-экологической акции «Возрождение» (под эгидой Союза кинематографистов России).
В 1991—2000 годы преподавал на Высших женских курсах им. священника Павла Флоренского историю философии и культуры, историю мировой культуры.
В 1991—1993 годы — председатель комиссии по культуре «Союза православных братств», возглавлял который его друг и единомышленник игумен Иоанн (Экономцев). В 1993 году вместе с Иоанном (Экономцевым) переходит в новосозданный Отдел религиозного образования и катехизации.
В 1994—1997 годы — член политсовета Российского христианского демократического движения (РХДД).
В 1995—1996 годы главный редактор радиостанции «София», вещавшего по 1-й программе Всероссийского радио. В 1996—2000 годы редактор радио «Благовест».
В 1996—1998 годы преподавал журналистику в Российском православном университете святого апостола Иоанна Богослова, профессор, заведующий кафедрой.
В 1996—1998 годы заведующий кафедрой церковной журналистики, в 1999—2000 годы — преподаватель истории мировой культуры в Общедоступном православном университете, основанном протоиереем Александром Менем.
С 1996 года является председателем научной конференции «Церковь и культура» на ежегодных Международных образовательных Рождественских чтениях.
С 1999 года член исполкома «Союза православных граждан России».
С 1996 — член-корреспондент, с 7 мая 2001 — академик РАЕН. В том же году становится действительным членом и профессором «Академии проблем безопасности, обороны и правопорядка Российской Федерации» (ООО АБОП). В декабре 2008 году АБОП была ликвидирована решением Верховного Суда Российской Федерации, поскольку с 2000 года незаконно выдала сотням различных граждан удостоверения профессора, члена-корреспондента и академика, внешне похожие на государственные. В 2001 году становится действительным членом и профессором «Академии проблем безопасности, обороны и правопорядка Российской Федерации» (ООО АБОП). С 2002 года — доктор философии, профессор «Всемирного распределенного университета» (руководитель А. Л. Костин).
В 2003 году награжден большой серебряной медалью Международной академии информатизации (МАИ) «За утверждение гуманитарных начал мирового информационного сообщества».
С июня 2007 года — член редакции журнала «Наука и религия» (ранее, с 1993 года, вел в журнале несколько лет рубрику «Человек перед лицом смерти и бессмертия»).
В 2009 году покинул Отдел религиозного образования и катехизации после увольнения архимандрита Иоанна (Экономцева) с должности его председателя.
1 июля 2009 года распоряжением Патриарха Московского и всея Руси Кирилла были образованы Редакционный совет и Редакционная коллегия по написанию нового учебника «Основы православной культуры» под руководством протодиакона Андрея Кураева. В состав редакционной коллегии вошёл в том числе Валентин Никитин.
Прилетел из Москвы в Тбилиси на симпозиум по грузинской литературе, а затем поехал отдохнуть на море, в Кобулети. Днем 3 октября он вошёл в море, где скончался от остановки сердца от перепада температур.

## Публикации
- Преподобный Аркадий Вяземский и Новоторжский (к 300-летию со дня прославления) // Журнал Московской Патриархии. 1977. — № 7. — С. 66-75. (в соавторстве со свящ. Львом Лебедевым)
- Календарь Грузинской Церкви на 1977 год // Журнал Московской Патриархии. 1977. — № 9. — С. 49-53.
- Избрание и интронизация Святейшего и Блаженнейшего Католикоса-Патриарха всей Грузии Илии II // Журнал Московской Патриархии. 1978. — № 3. — С. 47-51.
- Православный церковный календарь на 1978 год // Журнал Московской Патриархии. 1978. — № 4. — С. 76-78.
- Братский визит Предстоятеля Грузинской Церкви // Журнал Московской Патриархии. 1978. — № 6. — С. 9-12.
- Преподобный Евфимий Иверский, Мтацминдэли (к 950-летию преставления) // Журнал Московской Патриархии. 1978. — № 12. — С. 41-47.
- Под сенью священного Арарата (пребывание Святейшего Патриарха Пимена на торжествах Армянской Апостольской Церкви) // Журнал Московской Патриархии. 1979. — № 1. — С. 51-57; № 2. — С. 63-67.
- Памяти Александра Львовича Казем-Бека // Журнал Московской Патриархии. 1979. — № 2. — С. 26. (в соавторстве с Н. Полторацким)
- «Джвари вазиса» («Крест виноградной лозы») — новое издание Грузинской Православной Церкви // Журнал Московской Патриархии. 1979. — № 6. — С. 53-56.
- У древних святынь Новгорода // Журнал Московской Патриархии. 1979. — № 7. — С. 5-7.
- Календарь Грузинской Церкви на 1979 год // Журнал Московской Патриархии. 1979. — № 11. — С. 78-79.
- «Мученичество святой Шушаники» (1500 лет грузинской агиографии) // Журнал Московской Патриархии. 1979. — № 12. — С. 46-54.
- Архиепископ Московский и Севский Платон (Малиновский) (к 225-летию со времени преставления) // Журнал Московской Патриархии. 1980. — № 1. — С. 68-77.
- «Богословские труды», сб. 20 // Журнал Московской Патриархии. 1980. — № 3. — С. 79-80.
- Православный церковный календарь на 1980 год // Журнал Московской Патриархии. 1980. — № 4. — С. 77-78.
- Календарь Сербской Православной Церкви на 1980 год // Журнал Московской Патриархии. 1980. — № 6. — С. 77-79.
- Праведный Иоанн Русский, исповедник (к 250-летию со времени преставления) // Журнал Московской Патриархии. 1980. — № 6. — С. 67-72.
- «Богословские труды», сб. 21, М., 1980, 240 с. // Журнал Московской Патриархии. 1980. — № 11. — С. 78-79.
- Из жизни Грузинской Православной Церкви // Журнал Московской Патриархии. 1980. — № 12. — С. 63-64; 1981. — № 1. — С. 48-51.
- Часослов, изд. Московской Патриархии, 1980 // Журнал Московской Патриархии. 1981. — № 5. — С. 80.
- Церковный календарь Грузинской Православной Церкви на 1981 год // Журнал Московской Патриархии. 1981. — № 9. — С. 80.
- Молитвенное поминовение митрополита Николая [(Ярушевича)] // Журнал Московской Патриархии. М., 1982. — № 1. — С. 20.
- Митрополит Крутицкий и Коломенский Николай (Ярушевич) (к 90-летию со дня рождения (1891—1961)) // Журнал Московской Патриархии. 1982. — № 1. — С. 26-33.
- Памяти священника Павла Флоренского // Журнал Московской Патриархии. 1982. — № 4. — С. 10-12.
- Вечер памяти священника Павла Флоренского в ЛДА // Журнал Московской Патриархии. 1982. — № 7. — С. 24-26.
- Иверский монастырь и грузинская письменность (к 1000-летию Иверского монастыря) [библ. 64] // Богословские труды. 1982. — № 23. — С. 94-118.
- Православие в Киевской Руси (к 1000-летию Крещения Руси) // Журнал Московской Патриархии. 1983. — № 1. — С. 12-18.
- Православный церковный календарь на 1983 год. М.: Изд. Московской Патриархии, 1982. — 80 с., 7 л. илл. // Журнал Московской Патриархии. М., 1983. — № 1. — С. 80.
- Жизнь и пастырское служение архиепископа Сергия (Королева) // Журнал Московской Патриархии. 1983. — № 3. — С. 15-19.
- Великий игумен Соловецкого монастыря (к 475-летию со дня рождения святителя Московского Филиппа) // Журнал Московской Патриархии. 1983. — № 5. — С. 11-21.
- Православный церковный календарь на 1983 год. Издание Рижской епархии // Журнал Московской Патриархии. М., 1983. — № 6. — С. 80.
- Библия. М.: Изд. Московской Патриархии, 4-е изд., 1983, 1372 с., карт. // Журнал Московской Патриархии. М., 1983. — № 9. — С. 79.
- Православный церковный календарь на 1984 год // Журнал Московской Патриархии. 1983. — № 10. — С. 80.
- Экуменическое движение и Русская Православная Церковь до ее вступления во Всемирный Совет Церквей // Журнал Московской Патриархии. 1983. — № 10. — С. 72-73. (в соавторсве с игуменом Тихоном (Емельяновым))
- Экуменическое движение и Русская Православная Церковь до ее вступления в ВСЦ // Журнал Московской Патриархии. 1983. — № 11. — С. 59-68. (в соавторсве с игуменом Тихоном (Емельяновым))
- «Богословские труды», сборники 23 и 24 // Журнал Московской Патриархии. 1983. — № 12. — С. 77-78.
- Календарь Православной Церкви в Чехословакии, 1983 (Братислава, 1982, 144 с.) // Журнал Московской Патриархии. 1983. — № 12. — С. 79-80.
- Экуменическое движение и Русская Православная Церковь до ее вступления во Всемирный Совет Церквей // Журнал Московской Патриархии. 1983. — № 12. — С. 60-66. (в соавторсве с игуменом Тихоном (Емельяновым))
- Львовский Церковный Собор. Документы и материалы, 1946—1981 // Журнал Московской Патриархии. М., 1983. — № 12. — С. 76-77.
- Православный церковный календарь на 1984 год. Издание Таллинской епархии Московского Патриархата // Журнал Московской Патриархии. М., 1984. — № 8. — С. 80.
- Житие и труды святителя Евфимия, архиепископа Новгородского (к 525-летию со времени преставления) [библ. 133] // Богословские труды. М., 1983. — № 24. — С. 260—306.
- Экуменизм в 1945—1961 годах и вступление Русской Православной Церкви во Всемирный Совет Церквей // Журнал Московской Патриархии. 1984. — № 1. — С. 69-72; № 2. — С. 59-67. (в соавторство с игуменом Тихоном (Емельяновым))
- Всемирная конференция «Религиозные деятели за спасение священного дара жизни от жизни от ядерной катастрофы» (Москва, 10-14 мая 1982 года). М.: Изд. Московской Патриархии, 1983, 231 с. // Журнал Московской Патриархии. 1984. — № 3. — С. 78-79.
- Памяти митрополита Трифона (Туркестанова) (к 50-летию со дня кончины) // Журнал Московской Патриархии. 1984. — № 9. — С. 16-22.
- Православный церковный календарь на 1985 год // Журнал Московской Патриархии. 1984. — № 11. — С. 80.
- Библиография творений К.-С.-Ф. Тертуллиана и литература о нем [библ. 31+20+88] // Богословские труды. М., 1984. — № 25. — С. 219—225.
- Слава и щит Руси (Новгород Великий в X—XV вв.) [библ. 303] // Богословские труды. М., 1984. — № 25. — С. 276—320; 1985. — № 26. — С. 269—279; 1989. — № 29. — С. 74-105.
- Богословские труды, сб. 25. М., 1984 // Журнал Московской Патриархии. 1985. — № 2. — С. 80.
- К 40-летию Поместного Собора Русской Православной Церкви 1945 года // Журнал Московской Патриархии. 1985. — № 2. — С. 15-18. (в соавторсве с архимандритом Тихоном (Емельяновым))
- Требник. Изд. Московской Патриархии. М., 1984, часть III. 368 с. // Журнал Московской Патриархии. 1985. — № 3. — С. 79.
- Православный церковный календарь на 1986 год. Изд. Рижской епархии. Рига, 1985 // Журнал Московской Патриархии. 1986. — № 5. — С. 79-80.
- Православные церковные календари на 1986 год. Изд. Патриаршего Экзарха Украины митрополита Киевского и Галицкого. Киев, 1985 // Журнал Московской Патриархии. 1986. — № 5. — С. 80.
- Православные церковные календари на 1985 год. Издание Патриаршего Экзарха Украины митрополита Киевского и Галицкого. Киев, 1984 // Журнал Московской Патриархии. 1985. — № 7. — С. 80.
- Православный календарь Таллинской епархии на 1985 год. Таллин: Изд. Таллинской епархии, 1984, 48 с. // Журнал Московской Патриархии. 1985. — № 9. — С. 112.
- Священное Евангелие. М.: Изд. Московской Патриархии, 1984 // Журнал Московской Патриархии. 1985. — № 10. — С. 79.
- Святая равноапостольная Нина, просветительница Иверии (Грузии) // Журнал Московской Патриархии. 1985. — № 11. — С. 80-84. (Н. Ильичёвой)
- Календарь Грузинской Православной Церкви [1985 год] // Журнал Московской Патриархии. 1985. — № 11. — С. 109.
- Службы первой седмицы Великого поста // Журнал Московской Патриархии. 1985. — № 11. — С. 109.
- Старообрядческий церковный календарь на 1985 год [Рига, 1985, 112 с. с илл.] // Журнал Московской Патриархии. 1985. — № 11. — С. 110.
- Православный церковный календарь на 1986 год. М.: Изд. Московской Патриархии, 1985, 80 с. с илл. // Журнал Московской Патриархии. 1985. — № 12. — С. 80
- Литургические труды священника д-ра Клауса Гамбера, 1964—1984 // Журнал Московской Патриархии. 1986. — № 1. — С. 78-79.
- К 40-летию Львовского Церковного Собора // Журнал Московской Патриархии. 1986. — № 3. — С. 71-76.
- Святая равноапостольная Нина и Крещение Грузии // Журнал Московской Патриархии. 1986. — № 3. — С. 51-57.
- Всемирный Совет Церквей и проблема сохранения мира (к 25-летию вступления Русской Православной Церкви во Всемирный Совет Церквей) // Журнал Московской Патриархии. 1986. — № 4. — С. 58-62; № 5. — С. 57-60; № 6. — С. 55-57; № 7. — С. 56-62. (в соавторстве с архимандритом Тихоном (Емельяновым))
- Богословские труды, сб. 26. М., 1985, 341 стр. // Журнал Московской Патриархии. 1986. — № 5. — С. 78-79.
- Годовщина преставления Высокопреосвященного митрополита Зиновия // Журнал Московской Патриархии. 1986. — № 6. — С. 54.
- Святейший и Блаженнейший Католикос-Патриарх всей Грузии Каллистрат (к 120-летию со дня рождения) // Журнал Московской Патриархии. 1986. — № 7. — С. 49-55.
- Пимен, Патриарх Московский и всея Руси. Слова, речи, послания, обращения [1977-1984]. М.: Изд. Московской Патриархии, 1985. Т. 2. 488 с. с илл. // Журнал Московской Патриархии. 1986. — № 9. — С. 79-80.
- Календарь Грузинской Церкви на 1986 год // Журнал Московской Патриархии. 1986. — № 10. — С. 80.
- Архимандрит Тимофей (Саккас). Святые Георгии (Грузии). Ч. 1. Издание монастыря Параклит, Оропос, Аттика, 1986 // Журнал Московской Патриархии. 1986. — № 11. — С. 80.
- Памяти д-ра В. А. Виссер’т Хоофта // Журнал Московской Патриархии. 1986. — № 12. — С. 62-67.
- Краткий Типикон [Abridged Tipicon]. Под ред. протоиерея Феодора Ковальчука. 2-е изд. Изд. Свято-Тихоновской Семинарии. Пенсильвания, США, 1985, 229 с. // Журнал Московской Патриархии. 1986. — № 12. — С. 78-80. (в соавторсве с Н. Соболевой)
- Русское благочестие и святость [библ. 23] // Богословские труды. М., 1986. — № 27. — С. 257—265.
- Памяти д-ра Виссер’т Хоофта // Журнал Московской Патриархии. 1987. — № 1. — С. 61-66; — № 2. — С. 64-65.
- Памяти пастора д-ра Юджина Блейка // Журнал Московской Патриархии. 1987. — № 4. — С. 54-60.
- Православный церковный календарь на 1987 год. М.: Изд. Московской Патриархии, 1986, 80 с. с илл. // Журнал Московской Патриархии. 1987. — № 4. — С. 78.
- Богословские труды. М., 1986, сб. 27, 332 с. // Журнал Московской Патриархии. 1987. — № 6. — С. 79-80.
- Богословские труды. Юбилейный сборник к 175-летию ЛДА. Изд. Московской Патриархии. М., 1986, 350 с., с илл. // Журнал Московской Патриархии. 1987. — № 7. — С. 79-80.
- Богословские труды. Юбилейный сборник, посвященный 300-летию МДА. М.: Изд. Московской Патриархии, 1986, 336 с. с илл. // Журнал Московской Патриархии. 1987. — № 8. — С. 77-80.
- Выпуск в Ленинградских Духовных школах // Журнал Московской Патриархии. 1987. — № 9. — С. 28-29.
- Генеральный секретарь НСЦХ в США д-р Ари Брауэр // Журнал Московской Патриархии. 1987. — № 9. — С. 65-66.
- Преподобный Георгий Хандзтели, основатель «грузинского Синая», и его эпоха (к 1125-летию со времени преставления) // Журнал Московской Патриархии. 1987. — № 11. — С. 61-63; № 12. — С. 56-60.
- Богословские воззрения преп. Максима Грека // Символ. 1988. — № 20. — С. 115—140
- «Храмовое действо как синтез искусств» (Священник Павел Флоренский и Николай Федоров) // Символ. 1988. — № 20. — С. 219—236
- Митрополит Минский и Белорусский Филарет. Изберем жизнь! М.: Изд. АПН, 1987 // Журнал Московской Патриархии. 1988. — № 2. — С. 79-80.
- Тысяча лет веры в России. Пимен, Патриарх Московский и всея Руси, дает интервью Альчесте Сантини. Милан. Изд. Паолине, 1987 // Журнал Московской Патриархии. 1988. — № 5. — С. 78-80.
- преподобный Ефрем Сирин: Молитвенная песнь ко Христу, Воскресителю мертвых // Журнал Московской Патриархии. 1988. — № 5. — С. 76.
- Протоиерей Лев Лебедев. Крещение Руси. М.: Изд. Московской Патриархии, 1988, 170 с. с илл. // Журнал Московской Патриархии. 1988. — № 6. — С. 79-80.
- Богословские труды. М.: изд. Московской Патриархии, 1987. Сб. 28. 352 с. // Журнал Московской Патриархии. 1988. — № 8. — С. 79-80.
- Храмовое действо как синтез искусств (о. Павел Флоренский и Н. Федоров) // Вестник русского христианского движения. 1988. — № 2 (153). — С. 40-57
- Из жизни епархий: Омская епархия // Журнал Московской Патриархии. 1989. — № 1. — С. 30-32.
- Новый избранник Божий в сонме грузинских святых // Журнал Московской Патриархии. 1989. — № 1. — С. 50-54.
- «Православные храмы Москвы». Изд. Московской Патриархии, 1988 // Журнал Московской Патриархии. 1989. — № 3. — С. 80.
- Научная конференция в Суздале // Журнал Московской Патриархии. 1989. — № 4. — С. 19.
- Гоголь и Н. Ф. Федоров («Мертвые души» и Живое дело) // Символ. 1989. — № 21. — C. 157—178
- Достоевский, православие и «русская идея» // Вестник русского христианского движения. — 1989. — № 1 (155) — С. 126—136
- Богословские труды. Сб. 29. М.: изд. Московской Патриархии, 1989. 336 с. // Журнал Московской Патриархии. 1990. — № 3. — С. 79-80.
- Богословские труды. Сб. 30. М.: изд. Московской Патриархии, 1990. 336 с. с ил. // Журнал Московской Патриархии. 1990. — № 12. — С. 80.
- Пасхальный догмат в русском богословии [библ. 132] // Богословские труды. М., 1990. — № 30. — С. 279—303.
  - Пасхальный догмат в русском богословии // Московский Сократ. Николай Федорович Федоров: сборник научных статей. — Москва : Академический проект, 2018. — С. 83-93.
- Владимир Соловьев и Николай Федоров // Символ. 1990. — № 23 — С. 279—300
- Московские епархиальные ведомости. М.: Изд. Московской епархии, 1990, № 1-2; 1991, № 1 // Журнал Московской Патриархии. 1991. — № 6. — С. 80.
- [О новом разделе «Журнала Московской Патриархии» — «Вера и знание»] // Журнал Московской Патриархии. 1991. — № 9. — С. 72.
- Н. Ф. Федоров и Православие // Журнал Московской Патриархии. 1991. — № 10. — С. 76-79.
  - Н. Ф. Федоров и православие // Грааль: философско-литературный журнал — 2002. — № 1 (2) — С. 17-21
- Профессор Н. Н. Фиолетов (1891—1943) // Журнал Московской Патриархии. 1991. — № 11. — С. 79-80.
- Алексий II, Патриарх Московский и всея Руси. Сборник избранных трудов к годовщине интронизации, 1990—1991. М.: Изд. Московской Патриархии, 1991. 192 с. // Журнал Московской Патриархии. 1991. — № 10. — С. 79-80.
- Христианские братства и духовное возрождение России : Доклад на симпозиуме «Христианство и культура в Европе» (28-31 октября 1991 г., Ватикан) // Логос: богословско-философский журнал. 1992. — № 47. — С. 5-1 — 14-10
- «Продлить на век мгновения мечту»… // Наука и религия. — 1992. — № 10. — С. 25-28.
- О концепции и задачах журнала «Путь Православия» // Путь Православия. М., 1993. — № 1. — С. 9-11. (в соавторстве с игуменом Иоанном (Экономцевым))
- Священник о. Павел Флоренский и А. Хомяков. Парадоксы славянофильства // Возрождение русской религиозно-философской мысли: Материалы междунар. конференции (СПб., 22.03-24.03.93 гг.) / C. Гриб [и др.]. — СПб. : Глаголъ, 1993. — С. 21
- Доктринальная общность монотеистических религий // Религиозный диалог «Лицом к лицу»: международная конференция. Москва 7-9 сентября 1993 года — М. : [б. и.], 1993. — С. 39-43
  - Доктринальная общность монотеистических религий // Новая Европа. 1995. — № 6. — С. 105—109
- Гнозис и «священное безмолвие» // Урания. — 1994. — № 1.
- «Новое религиозное сознание» и проблема конвергенции культуры и религии // Путь Православия. М., 1994. — № 3. — С. 187—193.
- К. П. Победоносцев и Ф. М. Достоевский: между западниками и славянофилами // Путь Православия. М., 1995. — № 4. — С. 127—145.
- «Иконостас» П. А. Флоренского (Обзор изданий и рецензий, критика критики и комментарии) // П. А. Флоренский и культура его времени: сборник / ред. M. Hagemeister, ред., авт. предисл. N. Kauchtschischwili. — Marburg : Blaue Horner Verlag, 1995. — 526 с. — С. 411—430
- Творчество Л. Н. Толстого: истоки и влияния // Духовная трагедия Льва Толстого: сборник материалов. — М. : Отчий дом, 1995. — 319 с. — С. 288—299
- Церковь и культура // 4-е Рождественские чтения. — 1996. — С. 373—385.
- Пребывание Предстоятеля Русской Православной Церкви на Северном Кавказе и в Закавказье // Журнал Московской Патриархии. 1996. — № 8. — С. 6-14.
- Горение духа и подвиг души: свт. Лука (Войно-Ясенецкий). К годовщине канонизации // Путь Православия. М., 1996/1997. — № 5. — С. 186—200.
- Христианская апологетика в конце второго тысячелетия // 6-е Рождественские чтения. — 1998. — С. 334—344.
- От диалога конфессий к диалогу культур? // 8-е Рождественские чтения. — 2000. — С. 204—213.
- «Единство веры и познания» в судьбе М. В. Юдиной // Вестник русского христианского движения. 2000. — № 180 (I/II) — С. 230—241
- АБО ТБИЛИССКИЙ // Православная энциклопедия. — М., 2000. — Т. I : А — Алексий Студит. — С. 45-46. — 40 000 экз. — ISBN 5-89572-006-4.
- АЛАВЕРДСКИЙ СОБОР В ЧЕСТЬ ВОЗДВИЖЕНИЯ КРЕСТА ГОСПОДНЯ // Православная энциклопедия. — М., 2000. — Т. I : А — Алексий Студит. — С. 435-436. — 40 000 экз. — ISBN 5-89572-006-4. (в соавторстве с М. Вачнадзе и Д. Туманишвили)
- БЕЛЫЙ // Православная энциклопедия. — М., 2002. — Т. IV : Афанасий — Бессмертие. — С. 565-571. — 39 000 экз. — ISBN 5-89572-009-9.
- Прощеное воскресенье младоросса. К 100-летию со дня рождения А. Л. Казем-Бека // Русский журнал. — 2002. — 4 Марта.
- К антропологии блаженного Августина // Вестник русского христианского движения. 2002. — № 2 (184). — С. 114—135
- Верный сын Церкви и Отечества. К 100-летию со дня рождения А. Л. Казем-Бека // Церковь и время. 2002. — № 3 (20). — С. 193—207
- Язык поэзии и молитвы — дар свидетельства и богомыслия // Язык Церкви: Материалы Международной богословской конференции (Москва, 22-24 сентября 1998 г.). — М. : Свято-Филаретовская московская высшая православно-христианская школа, 2002. — 352 с. — С. 273—283.
- Генеалогия и долг воскрешения // Вестник русского христианского движения. 2003. — № 2 (186). — С. 126—133
- Духовная традиция и культурная преемственность. Благая весть в русской поэзии // Сборник пленарных докладов Х Международных Рождественских образовательных чтений. — М. : Отдел религиозного образования и катехизации Русской Православной Церкви, 2002. — 352 с. — С. 191—203
- «ВЕСТНИК РУССКОГО ХРИСТИАНСКОГО ДВИЖЕНИЯ» // Православная энциклопедия. — М., 2004. — Т. VIII : Вероучение — Владимиро-Волынская епархия. — С. 43-44. — 39 000 экз. — ISBN 5-89572-014-5. (часть статьи)
- ВИССЕР'Т ХООФТ // Православная энциклопедия. — М., 2004. — Т. VIII : Вероучение — Владимиро-Волынская епархия. — С. 552-554. — 39 000 экз. — ISBN 5-89572-014-5.
- Религиозно-философские собрания — диалог «взыскующих града» // Вера — Диалог — Общение : Проблемы диалога в церкви: Материалы Международной богословской конференции (Москва, 24-26 сентября 2003 г.). — М. : Свято-Филаретовский православно-христианский институт, 2004. — 462 с. — С. 95-113
- Надежда мира — братство православных народов: к единству духа в союзе мира // 13-е Международные Рождественские образовательные чтения. Православная Церковь и культура: материалы секции / сост. В. А. Никитин. — М. : Отдел религиозного образования и катехизации Русской Православной Церкви, 2005. — 160 с. — С. 63-72
- Бесконечность жизни // Москва. — 2005. — № 12. — С. 213—214
- Тема христианского единства в «Вестнике РХД» вчера и сегодня // Вестник русского христианского движения. 2006. — № 2 (191). — С. 257—263
- Секты и эзотерические кружки у церковной ограды // Наука и религия. — 2007. — № 4. — С. 14-16
- Новый праздник — праздник церковного единства // Наука и религия. — 2007. — № 6. — С. 2-3
- У Бога отец Павел Флоренский уже прославлен… // Наука и религия. — 2007. — № 11. — С. 12-13 (в соавторстве с О. Никитиной)
- Уроки федерализма // Наука и религия. — 2007. — № 12 . — С. 2-3 (в соавторстве с Ч. Гусейновым)
- Простое счастье жизни: рецензия // Октябрь. — 2008. — № 3. — С. 174—177
- Жизнь и времена Митрополита Питирима // Наука и религия. — 2008. — № 11. — С. 16-19.
- Памяти митрополита Питирима (Нечаева) // Журнал Московской Патриархии. 2008. — № 11. — С. 70-73.
- Делатель на ниве господней // Наука и религия. — 2009. — № 1. — С. 6-11
- Аксиос! Достоин! // Наука и религия. — 2009. — № 2. — С. 2-4
- Свобода творчества и ответственность художника // Свобода — дар Духа и призвание в церкви и обществе: Материалы Международной научно-богословской конференции (Москва, 16-17 августа 2006 г.). — М. : Свято-Филаретовский православно-христианский институт, 2009. — 344 с. — С. 97-114
- Годы с Владыкой Питиримом // Преданный служитель Церкви: О церковной и общественной деятельности митрополита Питирима (Нечаева): Сборник трудов и воспоминаний / Фонд «Наследие митрополита Питирима»; сост.: Н. Балабанова, Е. Полищук. — М. : Издательский совет Русской православной церкви, 2009. — 552 с. — С. 92-97
- Учение Н. Ф. Федорова и проблема творческого развития христианского богословия // Философ космической эры : сборник памяти Н. Ф. Федорова. — Сасово, 2011. — С. 45-53
- От святоотеческой эсхатологии к мессианству Н. Ф. Федорова // Московский Сократ. Николай Федорович Федоров: сборник научных статей. — Москва : Академический проект, 2018. — С. 99-115.

- Павел Флоренский Макрокосм и микрокосм // Богословские труды. — 1983. — № 24. (совместно с иеромонахом Андроником (Трубачевым))
- Павел Флоренский Антиномия языка // Studia Slavica Academiae Scientiarum Hungaricae. 1986. V. 32. № 1-4. СС. 123—163 (совместно с иеромонахом Андроником (Трубачевым))
- Павел Флоренский Стихи // Литературная Грузия. — 1989. — № 3. — С. 70-77.
- Чавчавадзе Илья (1837—1907). Две молитвы / перевод: Никитин Валентин // Журнал Московской Патриархии. 1989. — № 1. — С. 79.
- Малая Церковь. Настольная книга прихожанина / Сост., авт. предисл. В. А. Никитин; по благословению архиеп. Михаила (Мудьюгина). — М.: Русский мир, 1992. — 256 с. — 100 000 экз. — ISBN 5-85810-003-1.
- Карпяк И., прот. О погребении и воскресении Господа Иисуса Христа / пер.: Никитин В. А. // Путь Православия. М., 1995. — № 4. — С. 213—216.
- Шипфлингер, Томас. София-Мария. Целостный образ творения. — Нью-Йорк: Гнозис Пресс — Скарабей, 1997, переизд. 1999.

- Святейший Патриарх Московский и всея Руси Пимен. — М.: ХПП Софрино, 2002. — 128 с.
- Основы православной культуры. — М.: Отдел религиозного образования и катехизации РПЦ, 2000.
  - Основы православной культуры: учебное пособие. — М. : Просветитель, 2001. — 486 с.
  - Основы православной культуры : учебное пособие [по культурологии и религиоведению для студентов высших учебных заведений]. — 2-е изд., испр. и доп. — Москва : Дом надежды, 2009. — 559 с. — ISBN 978-5-902430-18-6
- Святейший Патриарх Алексий II : жизнь и деяния во славу Божию. — Москва : Астрель : Олимп, 2009. — 635 с. — ISBN 978-5-271-23072-1
- Все о православии. — Москва : Русь-Олимп, 2010. — 318 с. — ISBN 978-5-9648-0298-3 (Русь-Олимп)
- Наш Патриарх Кирилл. Вся жизнь и один год. — Москва : Олимп : Астрель, 2010. — 381 с. — ISBN 978-5-271-26739-0 (Изд-во Астрель)
- Патриарх Пимен. Путь, устремленный ко Христу. — Москва : Изд-во Московской Патриархии : Эксмо, 2011. — 317 с. — (Патриархи Русской церкви). — ISBN 978-5-88017-256-6
- Патриарх Алексий I: служитель Церкви и Отечества. — Москва : Эксмо : Изд-во Московской Патриархии, 2013. — 525 с. — (Патриархи Русской Церкви). — ISBN 978-5-699-54627-5
- Вечерний зов: избранные стихи. — Москва : Изд-во Российского союза писателей, 2019. — 374 с. — ISBN 978-5-906868-26-8